# Плерион

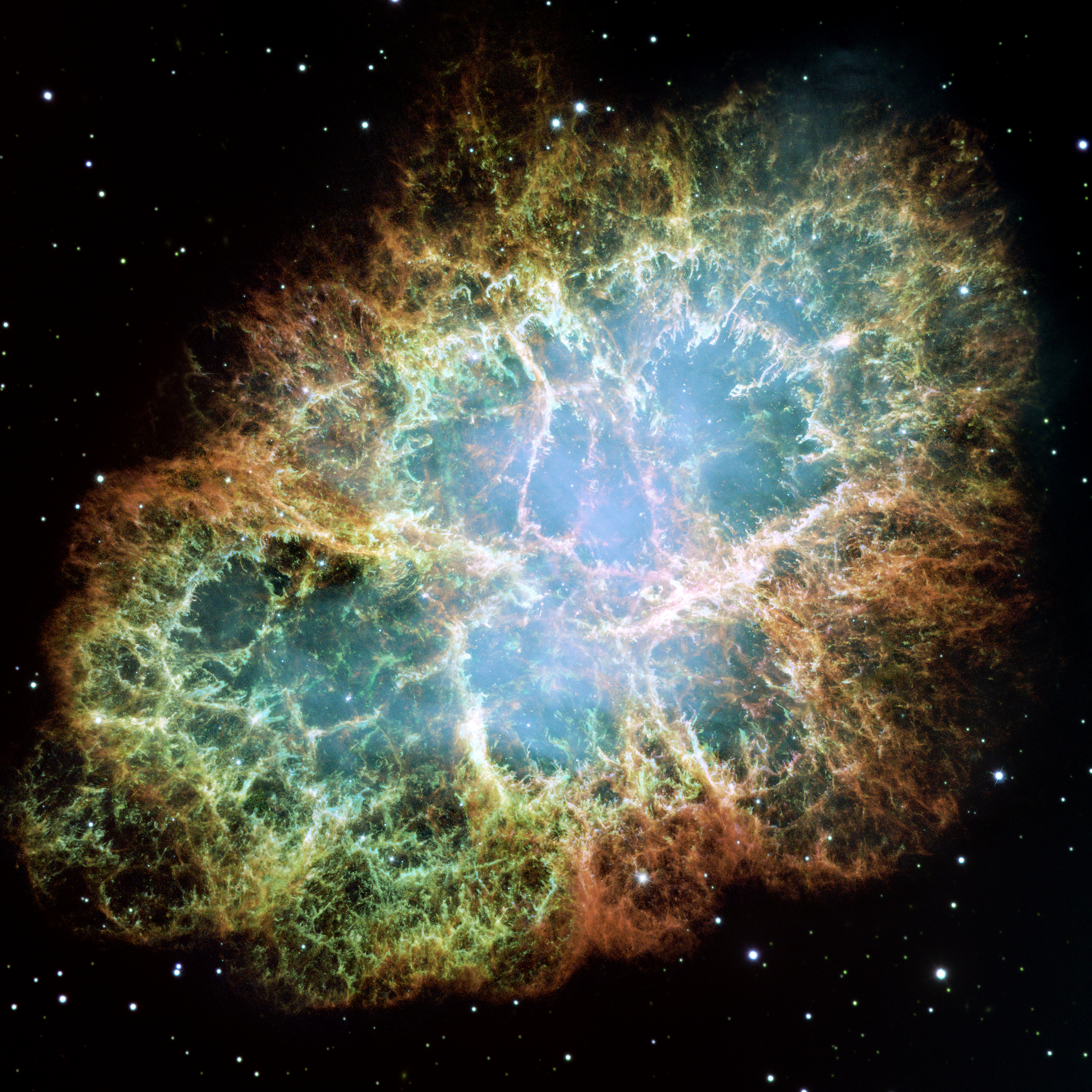
Крабовидная туманность, видимая через оптический телескоп Хаббл, — пример туманности с ветром пульсара

Плерион (от др.-греч. πλήρης «полный»; англ. pulsar wind nebula) — термин, который ввели в 1978 году Вайлер и Панагия, означающий подпитывание туманности ветром пульсара. На ранней стадии (первые несколько тысяч лет) их эволюции плерионы часто встречаются внутри оболочек остатков сверхновых. Тем не менее, плерионы также можно найти и около старых пульсаров, остаток сверхновых которых исчез, включая старые радиопульсары с миллисекундным периодом (пример: Stappers и др. 2003 г.).
Прототипом плерионов может служить Крабовидная туманность (Hester и др. 2008 г.). Пульсарный ветер состоит из заряженных частиц, разогнанных до релятивистских скоростей быстрым вращением сверхсильного магнитного поля вращающегося пульсара. Пульсарный ветер истекает в межзвёздное пространство, создавая стоячую ударную волну, где он замедляется до субрелятивистской скорости. Помимо этого, радиус синхротронного излучения увеличивается в намагниченном потоке.
Плерионы часто показывают следующие свойства:
- Увеличение яркости от краёв к центру, без похожей на оболочку структуры, видимой в большинстве остатков сверхновых.
- Сильно поляризованный поток и плоский спектральный индекс в радиодиапазоне α = 0—0,3. Индекс повышается на рентгеновских энергиях из-за потерь синхротронного излучения и в среднем рентгеновский фотон имеет индекс 1,3—2,3 (спектральный индекс 2,3—3,3).
- Размер в рентгеновских лучах, как правило, меньше их радио- и оптического размера (за счёт меньшего синхротронного времени жизни электронов высоких энергий) (пример: Слэн и др. 2000 г.).[3]
- Индекс фотона на энергиях гамма-лучей в ТэВ составляет около 2,3.

Плерионы могут быть значимыми показателями взаимодействия пульсара с его окружением — их свойства могут использоваться для вывода геометрии, энергетики и состава пульсарного ветра, собственной космической скорости пульсара и свойств окружающей среды (Gaensler & Slane, 2006).